# 崇法寺 (常州)
崇法寺位于中国江苏省常州市天宁区双桂坊人民公园内东南侧，仅存建于清光绪年间的大殿，今为茶室。寺址相传原为隋代陈杲仁后圃，后改建为寺。南唐保大时名大圣院，北宋初年改僧伽院，宣和七年（1125）赐名崇法禅寺，明洪武时改名崇法教寺，因寺内东南角原建有钟楼，又俗称钟楼寺。清咸丰时毁于兵火，光绪时重建。1950年人民公园扩建时拆除后厢房，仅存大殿。大殿面阔三间、进深十檩，单檐歇山顶，殿内西壁间存有清道光七年（1827）《崇法寺重建钟楼碑记》一方。